# Sistema Control Activo de Ruido
Sistema Control Activo de Ruido es un sistema que permite la cancelación del ruido primario mediante la generación de un antirruido de igual amplitud y fase opuesta.

## Resumen
Un sistema de control activo de ruido pretende desarrollar un procedimiento que cancele o disminuya al máximo el ruido acústico (cualquier tipo de sonido que cause interferencia a la audición normal) presente en un recinto cerrado. Para lograrlo se utilizan sistemas pasivos o sistemas activos dependiendo de las características y de las condiciones del recinto. En los sistemas activos existen dos métodos diferentes que pueden ser implementados, los sistemas feedforward y los sistemas feedback.

## Fundamentación teórica

### Audición
La audición se define como la capacidad de percibir ondas sonoras que se propagan en el espacio. En el caso del ser humano el oído es el encargado de percibir las ondas para luego transmitirlas al cerebro. En el ser humano, la audición, además de ser una simple percepción de las ondas sonoras, también se encuentra ligada procesos psicológicos derivados del acto consciente de escuchar un sonido, como por ejemplo la función del lenguaje. 
El espectro audible está conformado por toda la gama de frecuencias que es capaz de distinguir el oído humano. Normalmente un oído sano puede percibir un rango de frecuencias comprendidas entre los 20 Hz y los 20 kHz. Sin embargo este rango puede variar dependiendo de cada persona, de su capacidad auditiva y de su edad.
El espectro audible se puede clasificar en función de tonos:
1.	Tonos graves: Frecuencias bajas comprendidas entre los 16 Hz a los 256 Hz, corresponden a las 4 primeras octavas.
2.	Tonos medios: Frecuencias medias, se encuentran entre los 256 Hz a 2 kHz y equivalen a las octavas quinta a séptima.
3.	Tonos agudos: Frecuencias altas que van de 2 kHz a valores un poco mayores los 16 kHz, correspondientes a las últimas tres octavas.
Otra división utilizada del espectro audible es en las denominadas octavas, que lo divide en 11 secciones y que corresponde a la escala musical. Una octava es el intervalo entre dos sonidos cuya relación en frecuencias es de a 1:2 es decir, el sonido final tiene el doble de frecuencia que el inicial.

### El Sonido
El sonido es una alteración física que se propaga en forma de ondas elásticas y es generado por una fuente que produce el movimiento vibratorio. A medida que el sonido se aleja de la fuente y se propaga en el medio, las ondas se atenúan en magnitud como consecuencia del medio que absorbe o disipa parte de la energía del sonido.

### El Ruido
El ruido es una sensación auditiva molesta, puede ser definido como un sonido no deseado que puede interferir la comunicación o la recepción de un sonido. El ruido acústico hace referencia a todo sonido no deseado producido por la mezcla de ondas sonoras a diferentes frecuencias y amplitudes.

### Ondas
Una onda es una perturbación de alguna propiedad de un medio (densidad, presión, campo eléctrico o campo magnético) que se propaga en el espacio transmitiendo energía y cantidad de movimiento desde el punto en que se origina hasta el punto al que llega. Una onda no transporta materia ya que las partículas vibran en torno al punto de equilibrio, pero no viajan con la perturbación. 
Todos los tipos de ondas tienen las mismas características y sus variaciones permiten distinguir un tipo de onda de otra. Las principales son:
•	Amplitud de onda (A): Corresponde a la distancia por encima o por debajo de la línea central de una forma de onda hasta la cresta (el punto que está más alejado de la posición de equilibrio del medio), es la distancia máxima que se puede separar una partícula del medio que oscila.
•	Longitud de onda (λ): Es a la distancia, en línea recta, entre dos puntos de una onda que tienen la misma posición relativa (en el principio y el final de un ciclo). Por ejemplo, entre dos crestas sucesivas. 
•	Periodo (T): Mide el tiempo que tarda un punto en completar una oscilación, es decir el tiempo que tarda una onda en propagarse una distancia correspondiente a una longitud de onda. 
•	Frecuencia (f): Representa la cantidad de oscilaciones que ocurren en una unidad de tiempo. 
•	Velocidad de propagación (v): Establece la distancia que recorre una onda en cada unidad de tiempo.
Las ondas sonoras son ondas longitudinales, esféricas y mecánicas que transmiten la información asociada al sonido, generando una variación local de presión o densidad en el espacio al propagarse por un medio elástico. Dicha propagación se debe a un movimiento en cadena de las moléculas que forman la onda haciéndolas vibrar en el medio dependiendo de sus condiciones (presión, humedad o temperatura), esto produce en el oído humano una sensación definida como sonido.
Las ondas sonoras se clasifican dependiendo de su frecuencia:
•	Ondas audibles. Frecuencias detectables por el oído humano (Entre 20 Hz y 20.000 Hz).
•	Infrasonido: Frecuencias por debajo de la región audible (menores a 20 Hz). 
•	Ultrasonido: Frecuencias por encima de la región audible (mayores a 20.000 Hz).

### Propagación de Ondas
En un sistema de control activo, las perturbaciones se propagan como ondas de un sistema físico a otro. Las ondas sonoras que se propagan únicamente en la dirección x y obedecen la ecuación de onda unidimensional además de la siguiente ecuación. 
```
                             p(x,t) = \ p(t ±x/c0)
```

En ella, 𝑝𝑥,𝑡representa la presión acústica instantánea, x la posición, t el tiempo, c0 la velocidad del sonido y la presión acústica es considerada pequeña en comparación con la presión atmosférica, lo que garantiza un sistema lineal. El término (𝑡 ±𝑥/𝑐0) representa la dirección en la que viaja la onda con respecto a x, si se suma, se toma la onda viajando en dirección negativa y si se resta, en dirección positiva.
En un medio infinito homogéneo y sin pérdidas, una onda sonora se propaga sin cambios de amplitud ni forma, por lo que no existe disipación. De esta forma, todos los componentes frecuenciales de p(x,t)  se propagan con la misma velocidad. 
La onda viajera satisface entonces la ecuación unidimensional de Helmholtz y la ecuación de presión en dos dimensiones. Al extenderlo a tres dimensiones se obtiene:
```
                             ψ(r,t)=Ae^(j(kr-wt))
```

Donde w es la velocidad angular, t el tiempo y kr es el vector de direcciones de propagación de la onda (x,y,z). Esta ecuación satisface la ecuación de onda diferencial:
```
                              ∇^2 ψ-(δ^2 ψ)/(c0 δt^2 )=0
```

### Principio de Superposición
El control de ruido activo se basa en el principio de superposición que determina que una combinación lineal de las soluciones también sea una solución de un sistema lineal.
Aplicando el principio de superposición a la ecuación de onda se obtiene que a partir de las soluciones ψ1 y ψ2 tenemos ψ la solución total.
```
                                            ψ=aψ1+bψ2
```

De esta forma, el control de ruido se realiza mediante la cancelación del mismo a través de un antirruido. Este principio permite desarrollar sistemas que cumplan este objetivo.

### Cancelación de Ruido
El procedimiento para realizar la cancelación del ruido es la interferencia destructiva, que consiste en un proceso que altera y destruye una señal durante su trayecto. Para lograrlo, se combinan dos ondas de igual frecuencia y amplitud, pero desfasadas 180 grados, de forma que sean opuestas. El resultado de este proceso se conoce como zonas de equilibrio, llamadas en acústica zonas de silencio.
Para que la cancelación activa del ruido sea eficaz, se deben evaluar y manejar los aspectos acústicos y de control del sistema y garantizar un acoplamiento apropiado de estos.

### Estructuras de Control
Existen dos tipos básicos de estructuras de control activo de ruido, de configuración Feedforward y de configuración Feedback. Estos tipos de configuraciones se pueden implementar en el control de ruido acústico de manera independiente o realizando una combinación entre ellos.

#### Configuración Feedforward
Es un sistema donde el control recibe la señal de ruido antes de su paso por el altavoz donde es cancelado. Para ello se dispone de un sensor próximo a la fuente de ruido, denominado micrófono de referencia, que capta la señal y la transmite al control para su procesamiento. Una vez desfasada, la señal se envía a un altavoz para su
emisión y la posterior cancelación del ruido. 
Se denomina adaptativo si el control recibe la información del resultado de la cancelación en un micrófono situado tras el altavoz secundario denominado micrófono de error. A partir de esta información el sistema ajusta los coeficientes de los filtros del control para minimizar dicho error y para conseguir que la cancelación sea óptima.

#### Configuración Feedback
Es el sistema en que el control emite una señal de cancelación en el altavoz secundario sin conocer previamente la señal de ruido emitida por la fuente principal. La señal de referencia para el control será en este caso la de un micrófono situado tras el altavoz secundario que registra el resultado de dicha cancelación. Se denomina adaptativo cuando el control trabaja a partir de una señal similar a la del ruido, obtenida artificialmente, por ejemplo mediante un generador de funciones, y que el control va corrigiendo hasta minimizar la señal de error.

#### Algoritmo LMS
El algoritmo LMS (Least Mean Squares: Mínimos cuadrados) consiste fundamentalmente en un proceso de filtrado, que genera una aproximación de una respuesta deseada y de error. Se calcula por medio de la comparación de la salida con un valor de referencia. Este error se utiliza después en el lazo de retroalimentación.
La estructura del algoritmo LMS está conformada por un filtro transversal, en el que se desarrolla el algoritmo LMS, y un mecanismo de control adaptable que calcula las variaciones del ruido y controla a su vez el filtro transversal.
El algoritmo LMS, para un filtro de orden {\displaystyle M}, puede resumirse de la siguiente manera:
| Parámetros:     | {\displaystyle M=} orden del filtro |
|                 | {\displaystyle \mu =} tamaño del paso |
| Inicialización: | Si se dispone de información acerca del vector de coeficientes del filtro {\displaystyle {\hat {\mathbf {w} }}(n)}, usarla para elegir un valor apropiado para {\displaystyle {\hat {\mathbf {w} }}(0)}. En caso contrario, usar {\displaystyle {\hat {\mathbf {w} }}(0)=\mathbf {0} } |
| Datos:          | |
| Dados:          | {\displaystyle \mathbf {u} (n)=\left[u(n),u(n-1),\dots ,u(n-M+1)\right]^{T}}: señal de entrada en el instante {\displaystyle n} |
|                 | {\displaystyle d(n)}: señal deseada a la salida del filtro |
| A calcular:     | {\displaystyle {\hat {\mathbf {w} }}(n+1)=\left[{\hat {w}}_{0}(n+1),{\hat {w}}_{1}(n+1),\dots ,{\hat {w}}_{M-1}(n+1)\right]^{T}}: estimación del vector de coeficientes del filtro en el instante {\displaystyle n+1}                                                                  |
| Cómputo:        | Para {\displaystyle n=0,1,2,\dots }, calcular: |
|                 | {\displaystyle e(n)=d(n)-{\hat {\mathbf {w} }}^{H}(n)\cdot \mathbf {u} (n)}: señal de error |
|                 | {\displaystyle {\hat {\mathbf {w} }}(n+1)={\hat {\mathbf {w} }}(n)+\mu \,e^{*}(n)\mathbf {u} (n)}: adaptación de los coeficientes del filtro |

El superíndice {\displaystyle T} denota trasposición, el superíndice {\displaystyle H} denota traspuesta conjugada, el asterisco denota conjugación y {\displaystyle {\hat {\mathbf {w} }}^{H}(n)\cdot \mathbf {u} (n)} es la salida del filtro, que se calcula como el producto interno entre el vector de coeficientes del filtro {\displaystyle {\hat {\mathbf {w} }}(n)}, cuyos componentes suelen llamarse pesos o weighs, y el vector de datos de entrada al filtro {\displaystyle \mathbf {u} (n)}.
Para llevar a cabo la implementación del filtro se usa un Procesador Digital de Señales (DSP-Digital Signal Processor), en el cual se realiza una simulación con el algoritmo de control y que permite verificar su funcionamiento.

## Aplicación
Dado que el sistema permite el mejoramiento del sonido en un espacio cerrado, el sistema es aplicable en recintos cerrados en los que haya presencia de un locutor y de un público, por ejemplo salones de clase, auditorios y salas de exposición entre otros. El sistema disminuye el ruido activo en bajas frecuencias en recintos cerrados al máximo, lo que genera una mejora en la comunicación dentro del mismo.